# Verzorgingsplaats Romeinse Put
Verzorgingsplaats Romeinse Put is een Nederlandse verzorgingsplaats aan de A73 Maasbracht-Nijmegen tussen afritten 10 en 9 nabij Venray.
De verzorgingsplaats is vernoemd naar een houten Romeinse put die tussen 1988 en 1994 door archeologen is gevonden. In deze periode werd het gehele noordelijke tracé van de toen in aanleg zijnde A73 onderzocht, waarbij naast de put ook andere vondsten werden gedaan uit de Romeinse tijd.
Bij de verzorgingsplaats is een bord aanwezig waarop meer informatie over de put en de omgeving te vinden is. Ook is er een soort reconstructie van de houten put te vinden.
De Romeinse Put is met een voetgangerstunnel verbonden met de tegenoverliggende verzorgingsplaats De Wuust.
Richting Maasbracht: Lokkant · De Wuust · Hoogvonderen
Richting Ewijk: Spik · Romeinse Put · Hondsiep